# Rolf Weijburg
Rolf Weijburg (Eindhoven, 1952) is een Nederlands grafisch kunstenaar, gespecialiseerd in de kunst van het etsen.

## Biografie
Op zijn 18e verhuisde Weijburg naar Utrecht voor een studie Sociale Geografie aan de Universiteit Utrecht. Weijburg schreef zich echter na een jaar in bij de Academie voor Beeldende Kunsten Artibus. Hier specialiseerde Weijburg zich in de etstechniek die hem werd geleerd door onder anderen Dick van 't Wout en Fred Koot. In 1976 studeerde hij af aan de afdeling Monumentaal van de kunstacademie.

## Werk
Weijburg's werk bestaat uit verschillende (series) etsen en ander grafiek, publicaties en boeken.
Zijn kleurenetsen komen voort uit vier grote series:
- L'Afrique Périphérique – Een Atlas van de Eilanden rondom Afrika, bestaande uit meer dan 85 kleurenetsen.
- Home, een serie over huizen en waar thuis is. Over al die rode stippen op de kaart. De huizen, de mensen die er wonen. Home away from Home[2]
- Local Beauties, lokale schoonheden van over de hele wereld
- Atlas of The Worlds Smallest Countries, een serie etsen van de 25 kleinste onafhankelijke landen ter wereld.[3]

Het Rijksmuseum in Amsterdam heeft werken van Weijburg in haar collectie.
Rolf Weijburg doet ook werk in opdracht. Voorbeelden zijn de illustraties bij de bekende Djoser reisgidsen, de website van 'De Russenoorlog' en Weijburg voorzag de 35-delige serie In Europa (2007-2009), naar het boek van Geert Mak, van kaarten en grafieken.

## Publicaties
- Grensgevallen – over grenzen in Afrika, Europa en het Midden-Oosten (2020, ISBN 9789090333762);
- Inviting the World at Home, A survey of the world's postal links to the Netherlands (2009, ISBN 9789045016122);
- Mes Carnets des Îles (2002, ISBN 9782080108807);
- L'Afrique Périphérique – Een Atlas van de Eilanden rond Afrika (2000, ISBN 9789090135793).

In een documentaire uit 2017, the Art of Travel van Arnold van Bruggen en Eefje Blankevoort, wordt Weijburg gevolgd op een reis naar Principe. De documentaire focust op Weijburgs kunst en de rol die reizen daarin speelt. Het neemt de kijker mee terwijl Weijburg zijn etsenserie Atlas of The Worlds Smallest Countries afsluit met de ets "Ilha do Príncipe" uit 2016.

## Prijzen
- In 1992 ontving Weijburg de  Allianz Nederland Grafiek Prijs voor zijn kleurenetsen.[12][13]
- Het boek Voyage au Sahara (tekst: Catherine Cazier, Flammarion, Paris 1984) won de Franse Grand Prix Elan voor beste kinderboek in 1985. Weijburg verzorgde de illustraties.